# Louis-Clair de Beaupoil de Saint-Aulaire
Pour les articles homonymes, voir Saint-Aulaire.
Pour les autres membres de la famille, voir Famille de Beaupoil de Saint-Aulaire.
Louis-Clair de Beaupoil de Saint-Aulaire, alias comte de Sainte-Aulaire est un homme politique français, né à Baguer-Pican le 9 avril 1778 et mort à Paris le 13 novembre 1854 .

## Biographie

Blason des Beaupoil de Sainte-Aulaire

Après l'École des ponts et chaussées et l'École polytechnique (promotion X 1794), il entre dans le corps des ingénieurs géographes.
Le 30 avril 1798, il épouse Henriette de Seiglières de Boisfranc Belleforière, petite-fille du prince de Nassau-Sarrebrück, qui meurt à 18 ans le 2 juin 1802 après avoir donné naissance à une fille, Egédie Wilhelmine, future épouse du duc Élie Decazes. En 1809, il se remarie avec Mademoiselle du Roure.
Il est chambellan de Napoléon Ier, puis préfet de la Meuse, le 12 mars 1813. Lors de la retraite de l'armée française, de nombreux blessés sont accueillis dans les hôpitaux de l'est de la France. Il quitte alors Bar-le-Duc, occupée, pour rejoindre Paris. Il est chargé de remettre une lettre particulière de la part de l'impératrice Marie-Louise, à M. de Metternich, au moment de l'abdication de Napoléon Ier. Il est nommé, par Louis XVIII, préfet de la Haute-Garonne en octobre 1814.
Membre du comité philhellène de Paris, il est élu membre de l'Académie française, à la suite d'Emmanuel de Pastoret, en 1841.
Il est nommé ambassadeur à Rome en 1831, à Vienne (décembre 1832 - septembre 1841) et à Londres en 1841.
Il est le beau-père du ministre Élie Decazes. Il est inhumé dans l'enclos funéraire de la famille au cimetière d'Étiolles.

## Carrière politique
Il est élu à la chambre des députés le 22 août 1815, pour le département de la Meuse. Il occupe se poste jusqu'au 5 septembre 1816. 
Le 20 octobre 1818, il est élu comme député du Gard, il est réélu le 13 novembre 1822. Il occupera se poste jusqu'au 24 décembre 1823
Le 17 novembre 1827, il est élu, de nouveau, pour le département de la Meuse, puis battu en 1829.

## Œuvres
- Histoire de la Fronde, 1827, vol. 1 sur Google Livres & vol. 2 sur Google Livres
- Considération sur la Démocratie, 1850.
- Les derniers Valois, les Guises et Henri IV, 1854.
- Traduction du Faust de Goethe, 1823.